# 都市システム工学科
都市システム工学科（とししすてむこうがくか）とは、大学や工業高等専門学校の学科名で、土木工学科同様土木工学を中心に学ぶが、都市全体をシステムと捉え、防災や都市計画など人の生活を支えるインフラストラクチャーのあり方を中心に学ぶ。

## 都市システム工学科のある日本の大学
- 茨城大学
- 関西大学
- 立命館大学

## 都市システム工学科のある日本の工業高等専門学校
- 明石工業高等専門学校
- 福島工業高等専門学校